# Hemiscylliidae
Gli Hemiscylliidae Gill, 1862 sono una famiglia di squali dell'ordine Orectolobiformes. Sono conosciuti anche col nome di squali bambù.

## Aspetto
Sono squali snelli e relativamente piccoli: la specie più grande non supera i 121 cm in età adulta. Il corpo è cilindrico e presenta dei corti barbigli ed un grande sfiatatoio. Hanno generalmente lunghe code, che superano il corpo in lunghezza.

## Alimentazione
Sono pesci che si muovono lentamente e si nutrono di invertebrati e piccoli pesci.

## Tassonomia
La famiglia contiene 15 specie divise in 2 generi. Due nuove specie, che probabilmente appartengono al genere Hemiscyllium (Hemiscyllium henryi ed Hemiscyllium galei), sono state scoperte nel settembre del 2006 da una spedizione organizzata dall'associazione Conservation International nella Bird's Head Peninsula, nella provincia di Papua Occidentale, in Indonesia.

### Chiloscyllium
Il genere si riconosce per il muso relativamente allungato con narici subterminali. Gli occhi e le creste superorbitali sono sporgenti. La bocca è più vicina agli occhi che alla punta del muso, ed i margini labiali inferiori sono in genere collegati attraverso il mento da un lembo di pelle. Le pinne pettorali e pelviche sono magre e non molto muscolose. Si differenzia dall'altro genere della famiglia in quanto sulla testa è assente il cappuccio nero, né sono presenti i grossi punti neri sui fianchi.
- Chiloscyllium arabicum Gubanov, 1980
- Chiloscyllium burmensis Dingerkus & DeFino, 1983
- Chiloscyllium caerulopunctatum Pellegrin, 1914
- Chiloscyllium griseum Müller & Henle, 1838
- Chiloscyllium hasseltii Bleeker, 1852
- Chiloscyllium indicum (Gmelin, 1789)
- Chiloscyllium plagiosum (Bennett, 1830)
- Chiloscyllium punctatum Müller & Henle, 1838

### Hemiscyllium
Questo genere si trova nelle acque di Australia e Nuova Guinea. Hanno musi accorciati e le narici si trovano praticamente sulla punta del muso stesso. Occhi e creste superorbitali sono sporgenti. La bocca è più vicina alla punta del muso che agli occhi e manca il tessuto di collegamento sul mento tipico dei Chiloscyllium. Le pinne pettorali e pelviche sono spesse e molto muscolose..
- Hemiscyllium freycineti Quoy & Gaimard, 1824
- Hemiscyllium galei Allen & Erdmann, 2008[2]
- Hemiscyllium hallstromi Whitley, 1967
- Hemiscyllium halmahera Gerald R. Allen, Mark van Nydeck Erdmann e Christine L. Dudgeon, 2013[3]
- Hemiscyllium henryi Allen & Erdmann, 2008[2]
- Hemiscyllium michaeli Allen & Dudgeon, 2010[4]
- Hemiscyllium ocellatum Bonnaterre, 1788
- Hemiscyllium strahani Whitley, 1967
- Hemiscyllium trispeculare Richardson, 1843

## In cattività
Sono a volte tenuti in acquario domestico. Il loro habitat naturale è costituito da pozze di marea, rocce e coralli.. La predisposizione a spazi relativamente stretti li aiuta ad adattarsi meglio agli acquari domestici rispetto ad altri pesci. Sono apprezzati dagli acquaristi anche per le piccole dimensioni e per il fatto che amano le temperature a cui si adattano anche gli altri pesci da acquario. Molte specie infine, sono state con successo indotte all'accoppiamento in cattività.
Gli adulti di Hemiscyllium ocellatum possono essere conservati in vasche contenenti almeno 680 litri d'acqua, mentre i Chiloscyllium ne richiedono almeno 900.. Hanno bisogno di grotte artificiali in cui nascondersi. Arredamento poco stabile può invece indurli a farsi del male fatalmente perché sono soliti scavare il fondale.